# 박철민 (배우)
박철민(朴哲民, 1966년 5월 31일(음력 4월 12일) ~ )은 대한민국의 배우이다.

## 학력
- 광주계림국민학교 졸업
- 광주동성중학교 졸업
- 조선대학교 부속고등학교 졸업
- 중앙대학교 경영학과 학사

## 생애 및 연기 활동
박철민의 연기 인생은 고교 시절 연극반에서 시작되었다. 중앙대학교 경영학과에 입학한 이후로도 배우였던 형의 영향을 받아 대학 생활의 대부분을 연극 동아리에서 보냈다. 1987년 사회대 학생회장이었던 그는 어용 총 학생회장을 몰아내고 불명예퇴진한 이를 대신해 총 학생회장 직무대행을 했다. 중학교 시절 1987년 6월 9일 최루탄을 맞아 쓰러져 7월 9일에 사망한 이한열 열사의 친구로도 알려져 있다.
그는 대학 시절이던 1988년 노동연극 전문극단 '현장'에 입단하였다. 《껍데기를 벗고》,《대한민국 김철식》,《늘근 도둑 이야기》같은 노동자들의 삶과 투쟁을 그린 연극을 무대에 올리면서, 학생과 노동자들이 모인 곳을 찾아다녔다. '현장' 활동을 하며, 연극판만 전전하는 5~6년 간, 무대는 그에게 꿈과 열정을 표출하는 마당이 됐지만 생활인으로서의 삶은 녹록치 않았다. 당시 그는 극단 동료와 만나 결혼을 했고, 첫 아이의 출산도 앞두고 있기도 했다. 한달 15만원의 활동비로 월 60만원에 이르는 생계비를 감당하기엔 힘에 부쳤다. 다양한 연기를 해보고 싶은 욕심과 생계에 대한 부담으로 그는 ‘현장’ 활동을 중단한다. 그리고 생계를 위해 '과일장사'를 했지만 1년만에 실패하고 대학로로 복귀했다.
2004년 영화 《목포는 항구다》에서 연기했던 '가오리' 역할이 작품의 흥행과 별개로 주목을 받았고, 드라마《불멸의 이순신》에서 김완을 맡아 이름을 널리 알리기 시작했다. 이후, 걸죽한 입담과 토속적인 사투리, 질펀한 애드립을 무기로 수십편의 영화, 드라마에 출연하여 '명품 조연'으로 자리매김하고 있다. 2014년에 개봉한 영화 《또 하나의 약속》에서는 보기 드물게 주연을 맡았다.

## 연기 활동

### 영화
- 1995년 《아름다운 청년 전태일》 ... 한미사 재단사 역
- 1996년 《꽃잎》 ... 우리들 역
- 1996년 《박봉곤 가출 사건》 ... 달중 역
- 1997년 《창》 ... 탄광촌 술집 손님 역
- 1998년 《키스할까요?》 ... 회사 동료 1 역
- 1999년 《이재수의 난》 ... 백학탄 역
- 1999년 《춘향뎐》 ... 구경꾼 역
- 1999년 《만고건달》
- 2000년 《킬리만자로》 ... 반장 역
- 2000년 《불후의 명작》 ... 진원 역
- 2000년 《번지 점프를 하다》 ... 체육교사 역
- 2000년 《하면 된다》 ... 금이발 외판원 역
- 2001년 《신라의 달밤》
- 2001년 《베사메무쵸》 ... 친구 2 역
- 2002년 《취화선》 ... 그림 소장자 집 집사 역
- 2002년 《일단 뛰어》 ... 요금소 직원 역
- 2003년 《선택》 ... 본인 역
- 2003년 《쇼쇼쇼》 ... 경찰 역
- 2004년 《목포는 항구다》 ... 가오리 역
- 2004년 《맹부삼천지교》 ... 강북고 담임 역 (특별 출연)
- 2004년 《신부수업》 ... 여관 주인 역
- 2004년 《역도산》 ... 김명길 역
- 2005년 《여자, 정혜》 (특별출연)
- 2005년 《혈의 누》 ... 조달령 역
- 2005년 《미스터 소크라테스》 ... 탈옥범 백창규 역 (우정 출연)
- 2005년 《광식이 동생 광태》 ... 바텐더 역 (우정 출연)
- 2006년 《방과후 옥상》 ... 담임 역 (우정 출연)
- 2006년 《가을로》 ... 박 수사관 역 (우정 출연)
- 2006년 《김관장 대 김관장 대 김관장》 ... 둘째 역
- 2006년 《구미호 가족》 ... 형사 역
- 2006년 《손님은 왕이다》 ... 슈퍼 주인 역 (특별 출연)
- 2006년 《누가 그녀와 잤을까?》 ... 안도민 역
- 2007년 《이대근, 이댁은》 ... 사위 역
- 2007년 《화려한 휴가》 ... 인봉 역
- 2007년 《스카우트》 ... 서곤태 역
- 2008년 《마이 뉴 파트너》 ... 장병삼 역
- 2009년 《오이시맨》 ... 노래교실 사장 역 (우정 출연)
- 2009년 《아부지》 ... 담임 역
- 2009년 《광태의 기초》 ... 박 원장 역
- 2009년 《4교시 추리영역》 ... 한강만 (미친 개) 역
- 2009년 《킬미》 ... 이만수 역
- 2010년 《시라노; 연애조작단》 ... 철빈 역
- 2011년 《마당을 나온 암탉》 ... 달수 역 (목소리)
- 2011년 《7광구》 ... 도상구 역
- 2011년 《위험한 상견례》 ... 대식 역
- 2011년 《수상한 고객들》 ... 오상열 역
- 2011년 《Mr. 아이돌》 ... 방송국 CP 역 (우정 출연)
- 2011년 《투혼》 ... 박채문 역
- 2011년 《오직 그대만》 ... 방 코치 역
- 2011년 《오싹한 연애》 ... 필동 역
- 2011년 《가문의 영광 4 - 가문의 수난》 ... 스키모토 역
- 2012년 《코리아》 ... 이 코치 역
- 2012년 《타워》 ... 주방장 역
- 2012년 《강철대오: 구국의 철가방》 ... 황비홍 역
- 2012년 《후궁: 제왕의 첩》 ... 약방 내시 역
- 2012년 《음치클리닉》 ... 목 원장 역
- 2012년 《사이에서》 ... 송장수 역
- 2013년 《몽타주》 ... 구 과장 역
- 2013년 《히어로》 ... 영탁 역
- 2013년 《열한시》 ... 박영식 역
- 2013년 《노브레싱》 ... 재석 역
- 2013년 《캐치미》 ... 장물아비 역 (우정 출연)
- 2014년 《또 하나의 약속》 ... 한상구 역
- 2014년 《해적: 바다로 간 산적》 ... 스님 역
- 2015년 《약장수》 ... 철중 역
- 2015년 《은밀한 유혹》 ... 선장 역
- 2015년 《소수의견》 ... 김준배 판사 역
- 2015년 《나쁜놈은 죽는다》
- 2015년 《조선마술사》 ... 기탁 역
- 2016년 《히야》 ... 최동팔 역
- 2016년 《인천상륙작전》 ... 남기성 역
- 2016년 《나홀로 휴가》 ... 과거 요가학원 역
- 2016년 《스플릿》 ... 박윤배 역
- 2016년 《커튼콜》 ... 철구 역
- 2017년 《재심》 ... 황 계장 역
- 2017년 《악녀》 ... 숙희 부 역 (우정 출연)
- 2017년 《용순》 ... 교무주임 역 (우정 출연)
- 2017년 《아이 캔 스피크》 ... 양 팀장 역
- 2017년 《채비》 ... 박 계장 역
- 2017년 《명령》 (단편)
- 2017년 《역모: 반란의 시대》 ... 황진기 역 (특별 출연)
- 2018년 《돌아와요 부산항애》 ... 강구 역
- 2018년 《대부업자: 소울 앤 캐시》 ... 사 의원 역
- 2018년 《배반의 장미》 ... 마광기 역
- 2018년 《리벤져》 ... 이파 역
- 2019년 《언더독》 ... 짱아 역 (목소리)
- 2019년 《나의 특별한 형제》 ... 송 주사 역
- 2019년 《애월》 ... 한의사 역
- 2019년 《사회인》 ... 김남중 역
- 2020년 《미스터 주: 사라진 VIP》 ... 버스 기사 역 (특별 출연)
- 2020년 《결백》 ... 황방영 역
- 2020년 《소리꾼》 ... 대봉 역
- 2020년 《이웃사촌》... 민노국 역 (특별 출연)
- 2020년 《여인에 관한 짧은 필름》 ... 대봉 역
- 2021년 《태일이》 ... 재단사 신씨 역
- 2021년 《새콤달콤》 ... 총괄팀장 역
- 2023년 《소년들》 … 완주 경찰서 수사과장 역
- 2024년 《필사의 추격》 ... 서울팀장 역
- 2024년 《어게인 1997》
- 2025년 《동화지만 청불입니다》 ... 팀장 역
- 2025년 《초혼, 다시 부르는 노래》 ... 박성천 역

### 드라마
- 2001년 KBS2 대하드라마 《명성황후》 - 후쿠자와 유키치 역
- 2004년 MBC 미니시리즈 《사랑한다 말해줘》
- 2004년 SBD 드라마 스폐셜 《햇빛 쏟아지다》
- 2004년 MBC 단막극 《MBC 베스트극장 - 이영숙 사진관》 - 유봉석 역
- 2004년 MBC 미니시리즈 《아일랜드》 - 에로 감독 역
- 2004년 KBS1 대하드라마 《불멸의 이순신》 - 김완 역
- 2005년 MBC 정치드라마 《제5공화국》 - 김만식 역
- 2005년 SBS 특별기획 《봄날》 - 이진태 역
- 2005년 SBS 드라마 스페셜 《루루공주》 - 문기사 역
- 2005년 KBS2 일일시트콤 《사랑도 리필이 되나요?》 - 레스토랑 주방장 채동원 역
- 2006년 MBC 미니시리즈 《늑대》 - 최 실장 역
- 2007년 KBS2 단막극 《드라마시티 - 기억상실증에 걸린 저승사자》 - 노숙자 역
- 2007년 MBC 미니시리즈 《뉴하트》 - 배대로 역
- 2008년 MBC 미니시리즈 《밤이면 밤마다》 - 문화재 단속반원 역
- 2007년 SBS 주말 특별기획 《사랑에 미치다》 - 술집 주인 역
- 2007년 KBS2 미니시리즈 《한성별곡》 - 포도대장 역
- 2007년 MBC 9.11 특집극 《그라운드 제로》 - 택시 기사 유동석 역
- 2008년 MBC 미니시리즈 《베토벤 바이러스》 - 밤무대 트럼펫 연주자 출신 배용기 역
- 2009년 MBC 미니시리즈 《돌아온 일지매》 - 왕횡보 역
- 2009년 KBS2 미니시리즈 《파트너》 - 변항로 역
- 2009년 MBC 미니시리즈 《맨땅에 헤딩》 - 홍상만 역
- 2009년 SBS 미니시리즈 《천사의 유혹》 - 경찰 역 (특별 출연)
- 2010년 MBC 미니시리즈 《아직도 결혼하고 싶은 여자》 - 무당 역
- 2010년 tvN 미니시리즈 《위기일발 풍년빌라》 - 경찰 역
- 2010년 KBS2 미니시리즈 《부자의 탄생》 - 오성호텔 캡틴 역
- 2010년 SBS 미니시리즈 《아테나: 전쟁의 여신》 - 장기석 역 (특별 출연)
- 2010년 KBS2 미니시리즈 《성균관 스캔들》 - 한성부 참군 윤형구 역
- 2011년 SBS 미니시리즈 《무사 백동수》 - 인 역
- 2011년 KBS2 미니시리즈 《동안미녀》 - 선남 역
- 2012년 SBS 주말 특별기획 《바보엄마》 - 김대영 역
- 2013년 MBC 일일연속사극 《구암 허준》 - 구일서 역
- 2014년 KBS2 미니시리즈 《감격시대: 투신의 탄생》 - 파리 노인 역
- 2014년 MBC 주말연속극 《호텔킹》 - 장호일 역
- 2014년 KBS2 단막극 《KBS 드라마 스페셜 - 추한 사랑》 - 김 팀장 역
- 2014년 JTBC 금토드라마 《하녀들》 - 허응참 역
- 2015년 tvN 월화드라마 《풍선껌》 - 김준혁 역
- 2015년 MBC EVERY1 화요드라마 《상상고양이》 - 마주임 역
- 2016년 SBS 드라마 스페셜 《돌아와요 아저씨》 - 마부장 역
- 2016년 JTBC 금토드라마 《마녀보감》 - 상단 사람 역
- 2016년 KBS2 월화드라마 《구르미 그린 달빛》 - 김의교 역
- 2016년 KBS2 단막극 《KBS 드라마 스페셜 - 동정 없는 세상》 - 담임 역
- 2016년 KBS2 단막극 《KBS 드라마 스페셜 - 웃음실격》 - 주백통 역
- 2017년 MBC 수목드라마 《군주 - 가면의 주인》 - 우보 역
- 2017년 SBS funE 드라마 《아이돌마스터.KR-꿈을 드림》 - 심민철 역
- 2017년 KBS2 월화드라마 《학교 2017》 - 박명덕 역
- 2017년 tvN 토일드라마 《변혁의 사랑》 - 갑질 사장 역
- 2017년 MBC 수목드라마 《로봇이 아니야》
- 2018년 MBC 일일드라마 《비밀과 거짓말》 - 윤창수 역
- 2018년 KBS2 단막극 《KBS 드라마 스페셜 - 미스김의 미스터리》 - 나영도 역
- 2019년 tvN 월화드라마 《사이코메트리 그녀석》 - 남대남 역
- 2019년 MBN / iHQ DRAMA 수목드라마 《우아한 가》 - 김부기 역
- 2019년 KBS2 월화드라마 《조선로코 - 녹두전》 - 박종칠 대감 역
- 2020년 SBS 월화드라마 《아무도 모른다》 - 한근만 역
- 2020년 SBS 금토드라마 《편의점 샛별이》 - 타로점 점쟁이 역 (특별 출연)
- 2020년 KBS1 일일드라마 《누가 뭐래도》 - 한억심 / 한재수 역
- 2021년 KBS2 수목드라마 《안녕? 나야!》 - 나영규 역
- 2021년 네이버TV 웹드라마 《그래서 나는 안티팬과 결혼했다》
- 2021년 KBS2 월화드라마 《오월의 청춘》 - 최병걸 역
- 2022년 tvN 월화드라마 《고스트 닥터》 - 반태식 역
- 2022년 SBS 금토드라마 《어게인 마이 라이프》- 김찬성 역
- 2022년 tvN 월화드라마 《멘탈코치 제갈길》 - 정창식 역
- 2022년 tvN 수목드라마 《월수금화목토》 - 김상수 수석부장 역
- 2023년 JTBC 토일드라마 《닥터 차정숙》 - 윤태식 역
- 2023년 MBC 일일연속극 《하늘의 인연》 - 철수 역
- 2023년 KBS2 월화드라마 《가슴이 뛴다》 - 주 집사 역
- 2023년 ENA 수목드라마 《오랫동안 당신을 기다렸습니다》 - 목동만 역
- 2024년 MBC 일일드라마 《용감무쌍 용수정》 - 용장원 역(†)[2] (1회 ~ 60회)
- 2024년 JTBC 수목드라마 《놀아주는 여자》 - 오 계장 역
- 2024년 JTBC 토일드라마 《가족X멜로》 - 박병훈 역
- 2025년 JTBC 토일드라마 《굿보이》 - 김금남 역
- 2025년 MBC 일일드라마 《태양을 삼킨 여자》 - 오판술 역
- 미정 드라마 《사자》

### 연극
- 《그와 그녀의 목요일》 (수현재씨어터) - 서정민 역
- 《대한민국 김철식》 - 김철식 역
- 《주머니속의 돌》 - 김갑택 역
- 《연극열전2》늘근도둑 이야기 - 덜 늘근 도둑 역
- 《경숙이, 경숙 아버지》

## 연기 외 활동

### 텔레비전 프로그램
- 2008년 MBC 《공감토크쇼 놀러와》 203회
- 2010년 MBN 《영화문화매거진 VIP》
- 2010년 KBS2 《해피투게더 시즌 3》 163회
- 2011년 MBC 《세바퀴》 96회
- 2011년 MBC 창사 50주년 특별기획 《타임》 내레이션
- 2011년 SBS 《일요일이 좋다 - 런닝맨》 70회
- 2012년 MBC 《황금어장 라디오스타》 265회
- 2012년 KBS2 《낭독의 발견》 388회
- 2012년 KBS2 《해피투게더 시즌3》 245회
- 2012년 SBS 《GoShow》 7회
- 2012년 KBS2 《김승우의 승승장구》 134회
- 2013년 MBC 《토크클럽 배우들》
- 2013년 MBC 《MBC 스페셜》 597회 : 소와 할아버지 - 내레이션
- 2013년 tvN 《현장토크쇼 택시》 309회
- 2013년 KBS2 《힐링투어 야생의 발견》 24회
- 2013년 KBS2 《1 대 100》 318회
- 2015년 JTBC 《비정상회담》 29회
- 2015년 EBS1 《글로벌 가족정착기 - 한국에 산다》 내레이션
- 2015년 SBS 《토요일이 좋다 - 주먹쥐고 소림사》
- 2016년 JTBC 《차이나는 도올》
- 2016년 MBC 《휴먼다큐 사람이 좋다》 166회
- 2017년 KBS1 《다큐공감》 184회 : 섬 친구 - 내레이션
- 2017년 KBS1 특집다큐 2부작 《행복한 노홀로집》 내레이션
- 2017년 채널A 《개밥 주는 남자 시즌 2》 - 특별 출연
- 2017년 SBS 《정글의 법칙》
- 2018년 KBS1 《다큐공감》 261회 : 여보게, 친구야 친구 - 내레이션
- 2018년 KBS1 《KBS 스페셜 - 주문을 잊은 음식점 2부》 - 깜짝 손님
- 2020년 KBS1 《다큐On》 1회 : 경부고속도로 50주년 길에서 길을 묻다 - 내레이션
- 2022년 KBS1 《5.18 특집 다큐 - 5월 이야기》 - 내레이션
- 2022년 KBS1 《다큐On》 122회 : 길 위에서 길을 묻다 - 내레이션
- 2023년 KBS1 《다큐On》 192회 : 오곡도에 봄이 오면 - 내레이션

### 라디오 프로그램
- 2015년 EBS FM 《EBS 책 읽는 라디오 낭독 시리즈》

### 광고
- 《참이슬 fresh》 - 진로
- 《찰떡 와플》 - 롯데웰푸드
- 《올림픽선수단선전기원캠페인 이모양편》 - 공익 광고
- SK텔레콤 T전화 T114 편
- 환경부 한국환경산업기술부 환경분야인증 (정다은 공동 출연)

## 홍보대사
- 2010년 전태일 40주기 홍보대사
- 2011년 3D 한국국제영화제 홍보대사

## 수상
- 2005년 KBS 연기대상 남자 조연상 《불멸의 이순신》
- 2008년 제5회 맥스무비 최고의 영화상 최고의 남자조연배우상 《화려한 휴가》
- 2008년 MBC 연기대상 조연배우 부문 황금연기상 《뉴하트》, 《베토벤 바이러스》
- 2010년 제5회 골든티켓어워즈 연극배우부문 티켓파워상
- 2010년 제6회 대한민국 대학영화제 남우조연상
- 2015년 서귀포 신스틸러 페스티벌 신스틸러상
- 2015년 제35회 황금촬영상 최우수남우조연상 《약장수》